# Jacob Marx (Politiker)
Jacob Marx (* 12. August 1926 in Mainz-Kastel; † 27. Juli 1992) war ein hessischer Politiker (CDU) und Abgeordneter des Hessischen Landtags.

## Leben
Jacob Marx machte nach der Volksschule eine Maurerlehre und studierte an der Staatsbauschule Mainz. Er beantragte am 29. November 1943 die Aufnahme in die NSDAP und wurde zum 20. April 1944 aufgenommen (Mitgliedsnummer 9.930.697). Im Zweiten Weltkrieg diente er als Kriegsfreiwilliger und Offiziersanwärter bei der Luftwaffe und wurde 1945 verwundet. Nach 1945 arbeitete er als Bauführer und Büroleiter.
Jacob Marx war Mitbegründer der Jungen Union in Hessen, deren stellvertretender Landesvorsitzender und von 1949 bis 1954 der Landesgeschäftsführer der JU. Marx trat der CDU bei und war für diese seit 1952 Mitglied des Kreistags Groß-Gerau, wo er seit 1956 die CDU-Fraktion als Vorsitzender führte. Vom 1. Dezember 1954 bis zum 30. November 1962 war er Mitglied des Hessischen Landtags. 1959 war er Mitglied der 3. Bundesversammlung.
Nach einem selbstverschuldeten Autounfall unter Alkoholeinfluss mit einem Todesopfer schied er aus der Landespolitik aus.